# Chlorek nitrozylu
Chlorek nitrozylu, NOCl – nieorganiczny związek chemiczny z grupy chlorków kwasowych (chlorek kwasu azotawego).

## Otrzymywanie
Można go otrzymać przez reakcję chloru z tlenkiem azotu:
2NO + Cl
2 → 2NOCl
Powstaje też podczas przygotowywania wody królewskiej, zgodnie z reakcją:
3HCl + HNO
3 → Cl
2 + NOCl + 2H
2O
Obecność chlorku nitrozylu w wodzie królewskiej po raz pierwszy opisał Edmund Davy w roku 1830.

## Właściwości
Chlorek nitrozylu w temperaturze pokojowej jest pomarańczowożółtym gazem, a po skropleniu ciemnoczerwoną cieczą. Ma budowę kowalencyjno-jonową i ulega dysocjacji do NO+
 (jon nitrozoniowy), [ONClNO]+
 i Cl−
. W wodzie ulega hydrolizie do kwasu solnego i azotawego:
NOCl + H
2O → HCl + HNO
2
Ulega addycji do wiązania podwójnego, przekształcając alkeny w α-chlorooksymy:
C=C + NOCl → Cl−C−C=N−OH